# Miklós Kállay
Miklós Kállay de Nagy-Kálló (ur. 23 stycznia 1887 w Nyíregyházie, zm. 14 stycznia 1967 w Nowym Jorku) – węgierski polityk, premier Królestwa Węgier w czasie II wojny światowej (od 9 marca 1942 do 19 marca 1944), z wykształcenia prawnik.
Kállayowie byli starą i wpływową rodziną pośród lokalnej szlachty, Miklós pracował jako namiestnik komitatu (węg. megye) Nyíregyháza w latach 1921–1929, następnie pracował jako zastępca sekretarza stanu w ministerstwie handlu (1929–1931), a także jako minister rolnictwa (1932–1935). Z powodu rozbieżności zdań z premierem Gyulą Gömbösem odszedł z aktywnego życia politycznego kraju aż do 1942 roku, kiedy regent Miklós Horthy nakazał László Bárdossyemu podać się do dymisji z nieznanych przyczyn (najprawdopodobniej chodziło o jego nieumiejętność przeciwstawienia się polityce nazistów). Wtedy, w marcu 1942 roku, zaproponował Miklósowi Kállayowi stworzenie nowego rządu. Prócz posady premiera Kállay objął także stanowisko ministra spraw zagranicznych (urzędował od 7 marca do 20 maja 1942).
Mimo że Węgry pozostały sprzymierzone z III Rzeszą, Kállay i Horthy pozostali zasadniczo konserwatywni i obojętni faszyzmowi, a rząd węgierski odmówił w uczestniczeniu w łapankach Żydów, a także pozwolił prasie lewicowej działać bez większej ingerencji. Premier poparł wysiłki Niemiec w walce z ZSRR, jednak powoli zabiegał także o względy zachodnich mocarstw. Na początku 1943 roku Adolf Hitler zażądał usunięcia Kállaya z urzędu, co jednak nie nastąpiło.  15 marca 1944 III Rzesza rozpoczęła wojskową okupację Węgier, uderzając z czterech stron na Budapeszt. Regent Horthy został zmuszony do zdymisjonowania Kállaya i zastępienia go bardziej uległym wobec Niemiec następcą - dotychczasowym posłem Węgier w Berlinie Döme Sztójayem.
Z początku Kállayowi udawało się unikać Gestapo, jednak ostatecznie został złapany i wysłany najpierw do obozu koncentracyjnego Dachau, a następnie do Mauthausen. Pod koniec kwietnia 1945 roku został przeniesiony do Tyrolu razem z innymi współwięźniami, gdzie zostali uwolnieni z rąk SS przez żołnierzy Wehrmachtu (uwolnienie zakładników SS w Tyrolu Południowym). Został wyzwolony przez 5 Armię Stanów Zjednoczonych 5 maja 1945.
Po wojnie początkowo przebywał we Włoszech, a następnie wyemigrował do Stanów Zjednoczonych i opublikował swoje wspomnienia jako książkę Hungarian Premier: A Personal Account of a Nation's Struggle in the Second World War w 1954.